# 森田松太郎
森田 松太郎（もりた まつたろう、1929年1月30日 - 2014年5月31日）は、日本の公認会計士。経営コンサルタント。ARI研究所所長。

## 来歴
- 北海道小樽市生まれ[2]
- 1951年 - 北海道大学農学部農業経済科卒業
- 1955年 - 小樽商科大学経理経営専攻科卒業
- 1959年 - 公認会計士開業
- 1969年 - 監査法人朝日会計社を設立、代表社員。
- 1990年 - アメリカ・パテント大学教授
- 1993年 - 朝日監査法人理事長、日本アーサーアンダーセン研究所理事長
- 1998年 - 日本ナレッジ・マネジメント学会理事長。朝日監査法人相談役。
- 2001年 - アメリカ・パテント大学名誉教授
- 2002年 - JA全国監査機構監査委員長
- 2014年 - 肺炎のため死去[3]。85歳没。

この他、財務データベースの国際比較などを研究。

## 著書

### 単著
- 『簿記への招待 : やさしい簿記のはなし』（同文館出版、1969年）
- 『やさしい法人税 : はじめての人でも申告書が書ける計算記入式』（日本実業出版社、1974年）
- 『ここまでは知っておきたい 実戦 会社経理のノウハウ（ノウハウシリーズ）』（第三出版、1987年）
- 『企業数字を読む(講談社現代新書858)』（講談社、1987年）
- 『図解ストックオプション入門』（中経出版、1996年）
- 『経営分析入門（ビジネス・ゼミナール）』（日本経済新聞社、1990年初版・2009年4版）

### 共著
- 芳野国雄と共編『医病院経営実務ハンドブック』（金原出版、1969年初版・1970年改訂第2版）
- 杉之尾宜生と共著『撤退の研究 : 時機を得た戦略の転換』（日本経済新聞出版社、2007年。日経ビジネス人文庫、2010年）

### 訳書
- パトリック・サリヴァン著、水谷孝三ほかと共訳『知的経営の真髄 : 知的資本を市場価値に転換させる手法（東洋経済新報社、2002年）
- S・E・スクワイヤほか共著、平野皓正と共訳『名門アーサーアンダーセン消滅の軌跡 : 公正な監査とリスク管理のプロ集団に何が起こったか元社員らが書いた内幕ストーリー（トップ・マネジメント教育叢書）』（シュプリンガー・フェアラーク東京、2003年）